# SM UB-49
SM UB-49 – niemiecki okręt podwodny z okresu I wojny światowej, jedna z 96 zbudowanych jednostek typu UB III. Okręt miał wyporność 516 ton w położeniu nawodnym i 651 ton pod wodą, a jego główną bronią było 10 torped o kalibrze 500 mm wystrzeliwanych z pięciu wyrzutni. Napędzana silnikami wysokoprężnymi i elektrycznymi jednostka rozwijała prędkość 13,6 węzła na powierzchni i 8 węzłów w zanurzeniu, osiągając zasięg nawodny wynoszący 9040 Mm przy prędkości 6 węzłów (i 55 Mm przy prędkości 4 węzłów pod wodą).
UB-49 został zwodowany 6 stycznia 1917 roku w stoczni Blohm & Voss w Hamburgu, a do służby w Kaiserliche Marine wcielono go 28 czerwca 1917 roku. Przebazowany na Morze Śródziemne został nominalnie wcielony w skład Kaiserliche und Königliche Kriegsmarine pod nazwą SM U-80, pływając w składzie Flotylli Pola. W czasie służby operacyjnej okręt odbył osiem patroli bojowych, podczas których zatopił 40 statków o łącznej pojemności 72 817 BRT, a siedem statków o łącznej pojemności 31 556 BRT zostało uszkodzonych. SM UB-49 został poddany Wielkiej Brytanii w styczniu 1919 roku w wyniku podpisania rozejmu w Compiègne, a następnie złomowany.

## Projekt i budowa
Wydane w kwietniu 1915 roku przez Inspektorat U-Bootów memorandum wzywało kierownictwo Cesarskiej Marynarki Wojennej do zaprojektowania i budowy uproszczonego typu okrętu podwodnego, który miał zostać wykorzystany w działaniach blokadowych Wielkiej Brytanii. Budowa dużych, oceanicznych okrętów podwodnych trwała zbyt wiele czasu, podobnie jak używanych do ich napędu silników wysokoprężnych o dużej mocy, co powodowało duży niedobór jednostek tej klasy w niemieckiej flocie. Wznowienie na początku 1916 roku nieograniczonej wojny podwodnej sprawiło, że konieczne stało się opracowanie średniej wielkości okrętu podwodnego uzbrojonego w torpedy, który można było szybko zbudować. Przybrzeżne okręty typu UB II były zbyt słabo uzbrojone i miały niewystarczający zasięg, przez co ich użycie ograniczone było przeważnie do wód Morza Północnego i kanału La Manche, natomiast nowo projektowane torpedowe okręty podwodne musiały być zdolne do operowania wokół Wysp Brytyjskich i na Morzu Śródziemnym. Zrezygnowano z wcześniejszego schematu prostych jednostek jednokadłubowych z zewnętrznymi zbiornikami balastowymi na rzecz konstrukcji dwukadłubowej.
Projekt nowego okrętu podwodnego średniej wielkości oparto na konstrukcji udanych podwodnych stawiaczy min typu UC II. Dziobowej części okrętu nadano nowy profil, a szyby minowe zastąpiono przedziałem torpedowym z czterema wewnętrznymi wyrzutniami torped; powiększono również wyposażony w dwa peryskopy kiosk. Znacznie została powiększona moc silników spalinowych i elektrycznych, jak również pojemność zbiorników paliwa, jednak odbyło się to kosztem zmniejszenia o 40% wielkości baterii akumulatorów i o blisko 30% ich pojemności w stosunku do SM U-16, przez co spadła prędkość podwodna i zasięg. Okręty charakteryzowały się doskonałą manewrowością i krótkim czasem zanurzania wynoszącym 30 sekund. Budowa okrętów o nadanym przez Inspektorat U-Bootów numerze projektu 44, zwanych później typem UB III, miała rozpocząć się po zrealizowaniu przez stocznie kontraktów na budowę jednostek typu UB II i UC II, czyli najwcześniej wiosną 1917 roku.
SM UB-49 zamówiony został 20 maja 1916 roku jako jednostka z liczącej 24 jednostki I serii okrętów typu UB III . Powstał w stoczni Blohm & Voss w Hamburgu jako jeden z 26 okrętów typu UB III zbudowanych w tej wytwórni . UB-49 otrzymał numer stoczniowy 294 (Werk 294)  . Stępkę okrętu położono w 1916 roku, a zwodowany został 6 stycznia 1917 roku . Koszt budowy okrętu wyniósł 3 mln 276 tys. marek.

## Dane taktyczno-techniczne

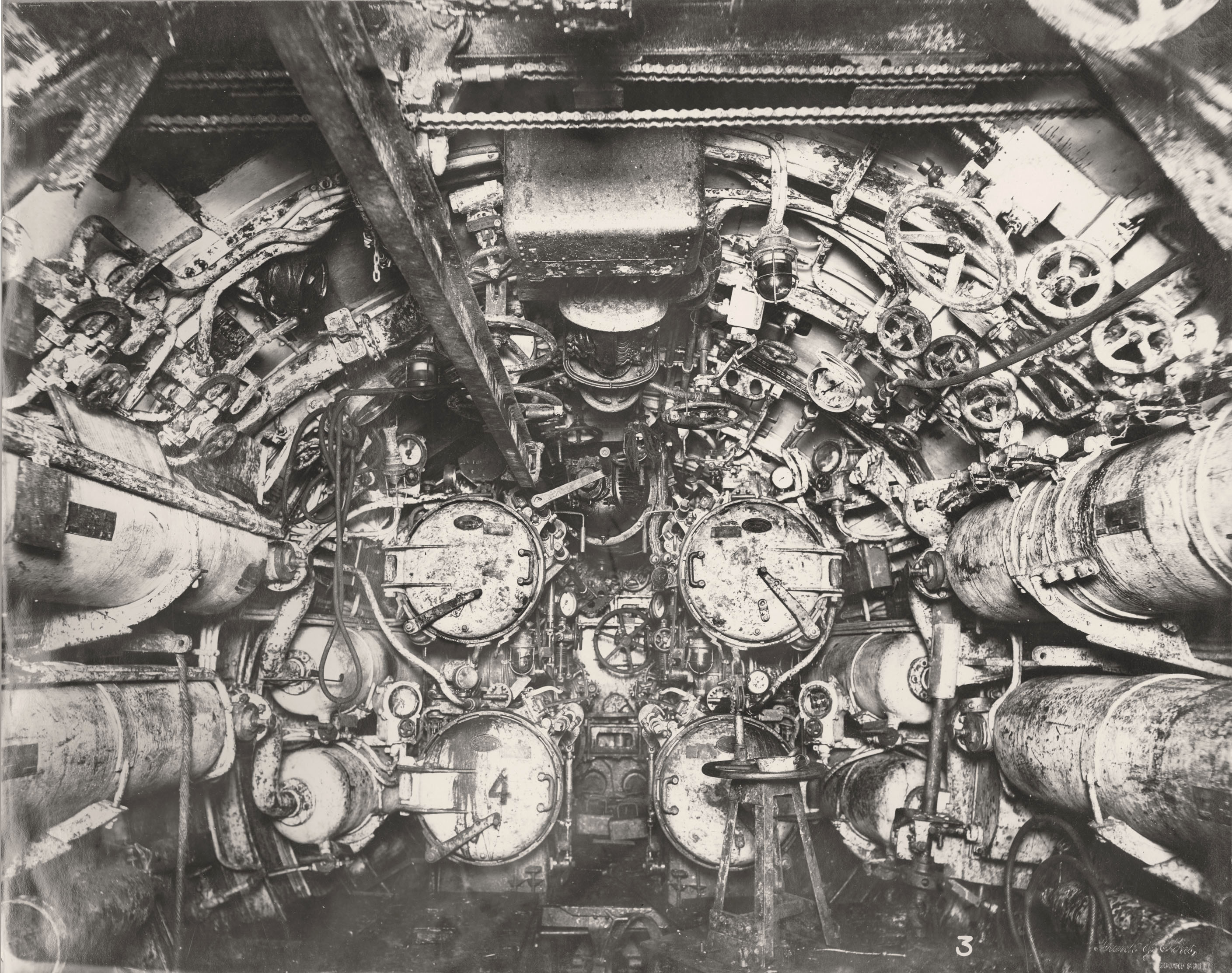
Wnętrze przedziału torpedowego siostrzanego okrętu SM UB-110

SM UB-49 był średniej wielkości okrętem podwodnym o konstrukcji dwukadłubowej. Długość całkowita wynosiła 55,3 metra, szerokość 5,8 metra i zanurzenie 3,68 metra. Kadłub sztywny miał 40,1 metra długości i 3,9 metra szerokości . Podzielony był grodziami na następujące przedziały (od dziobu): przedział torpedowy, pomieszczenia załogi, centrala, pomieszczenia załogi, przedział silników spalinowych, przedział silników elektrycznych oraz rufowy przedział torpedowy. Wysokość (od stępki do szczytu kiosku) wynosiła 8,25 metra . Dziób jednostki przystosowany był do przecinania sieci przeciwpodwodnych. Wyporność w położeniu nawodnym wynosiła 516 ton, a w zanurzeniu 651 ton.
Okręt napędzany był na powierzchni przez dwa 6-cylindrowe, czterosuwowe silniki wysokoprężne MAN S6V35/35 o łącznej mocy 809 kW (1100 KM) przy 450 obr./min, a pod wodą poruszał się dzięki dwóm silnikom elektrycznym SSW o łącznej mocy 580 kW (788 KM) przy 362 obr./min. Dwa wały napędowe obracały dwie śruby o średnicy 1,4 metra każda. Jednostka wyposażona była w dwa stery kierunku i dwa podwójne stery głębokości. Okręt osiągał prędkość 13,6 węzła na powierzchni i 8 węzłów w zanurzeniu. Zasięg wynosił 9040 Mm przy prędkości 6 węzłów w położeniu nawodnym oraz 55 Mm przy prędkości 4 węzłów pod wodą. Zbiorniki mieściły 75 ton paliwa , a energia elektryczna magazynowana była w dwóch bateriach akumulatorów po 62 ogniwa, zlokalizowanych pod przednim i tylnym pomieszczeniem mieszkalnym załogi. Dopuszczalna głębokość zanurzenia wynosiła 50 metrów , a czas wykonania manewru zanurzenia 30 sekund.
Głównym uzbrojeniem okrętu było pięć wewnętrznych wyrzutni torped kalibru 500 mm: cztery dziobowe i jedna na rufie, z łącznym zapasem 10 torped. Broń artyleryjską stanowiło umieszczone przed kioskiem działo pokładowe kalibru 8,8 cm TK C/08 L/30, z zapasem amunicji wynoszącym od 160 do 296 naboi . Okręt wyposażony był w dwa peryskopy: wachtowy i bojowy. Wyposażenie ratownicze stanowiła umieszczona na pokładzie łódź ratunkowa.
Załoga okrętu składała się z trzech oficerów oraz 31 podoficerów i marynarzy.

## Służba

### 1917 rok
SM UB-49 został wcielony do służby w Kaiserliche Marine 28 czerwca 1917 roku . Dowództwo okrętu objął kpt. mar. (niem. Kapitänleutnant) Hans von Mellenthin, wcześniej dowodzący UB-43 . Po okresie szkolenia okręt otrzymał rozkaz udania się na Morze Śródziemne i 22 sierpnia wyruszył z Kilonii w długi rejs w kierunku austro-węgierskich baz.
2 września w odległości około 130 Mm na północny zachód od przylądka Finisterre (na pozycji 46°00′N 11°04′W/46,000000 -11,066667) okręt zatrzymał i po ewakuacji załogi zatopił zbudowany w 1893 roku norweski szkuner z pomocniczym napędem motorowym „Caracas” o pojemności 1077 BRT, płynący z Filadelfii do La Rochelle z ładunkiem oleju smarowego w beczkach . Dwa dni później w pobliżu portu Ribeira U-Boot zatopił zbudowany w 1894 roku grecki parowiec „Theodora” (2899 BRT), płynący z Cagliari do Nantes (nikt nie zginął) . 6 września na zachód od Gibraltaru UB-49 zatrzymał i po zejściu załogi zatopił zbudowany w 1872 roku francuski żaglowiec z pomocniczym napędem motorowym „Moina” o pojemności 168 BRT, płynący na trasie Tanger – Dunkierka (na pozycji 36°32′N 7°15′W/36,533333 -7,250000) . Nazajutrz lista wojennych osiągnięć załogi okrętu podwodnego powiększyła się o trzy pozycje: trzy brytyjskie parowce i portugalski żaglowiec . W odległości 60 Mm na południowy zachód od Przylądka Spartel UB-49 storpedował bez ostrzeżenia i zatopił zbudowany w 1912 roku uzbrojony brytyjski parowiec „Hunsbridge” o pojemności 3424 BRT, transportujący m.in. węgiel ze Swansea do Gibraltaru (na pozycji 35°10′N 5°50′W/35,166667 -5,833333, w wyniku ataku zginęły dwie lub trzy osoby)  . Następnie na wodach zachodniego podejścia do Cieśniny Gibraltarskiej U-Boot storpedował dwa kolejne brytyjskie parowce: zbudowany w 1898 roku uzbrojony „Clan Ferguson” (4808 BRT), przewożący węgiel i drobnicę z Glasgow do Bombaju, zatopiony na pozycji 35°50′N 6°10′W/35,833333 -6,166667 ze stratą 10 członków załogi   i pochodzący z 1895 roku „Brodmead” (5646 BRT), płynący z ładunkiem węgla z Barry do Port Saidu, który doznał uszkodzeń na pozycji 35°52′N 6°13′W/35,866667 -6,216667 tracąc 12 marynarzy . Tego dnia w odległości 12 Mm od Larache (na pozycji 35°09′N 6°35′W/35,150000 -6,583333) UB-49 zatrzymał i zatopił portugalski żaglowiec „Casa Blanca” (31 BRT) .
9 września U-Boot wszedł w skład Flotylli Pola (niem. U-Flottille Pola) . Okręt nominalnie wcielono do K.u.K. Kriegsmarine pod nazwą SM U-80, jednak załoga pozostała niemiecka.
16 grudnia w pobliżu San Vito Lo Capo UB-49 zatrzymał i zatopił ogniem artyleryjskim zbudowany w 1871 roku włoską drewnianą brygantynę „New York” o pojemności 442 BRT (na pozycji 38°14′N 12°55′E/38,233333 12,916667) oraz włoski żaglowiec „San Francesco Di Paola” (51 BRT)  . Dwa dni później na południe od Salerno (na pozycji 40°08′N 14°56′E/40,133333 14,933333) załoga okrętu zatrzymała zbudowaną w 1906 roku włoską drewnianą brygantynę „Giuilo S” o pojemności 151 BRT, transportujący ładunek siarki z Lipari do Port-Saint-Louis-du-Rhône . Statek został celnie ostrzelany, a następnie po ewakuacji jego załogi niemieccy marynarze umieścili na pokładzie ładunki wybuchowe; mimo eksplozji żaglowiec ostatecznie nie zatonął i został później odholowany do portu . 20 grudnia w Zatoce Genueńskiej U-Boot zaatakował trzy parowce, topiąc dwa i jeden uszkadzając . Nieopodal Taggii (na pozycji 43°49′N 7°53′E/43,816667 7,883333) okręt zatopił zbudowany w 1900 roku włoski parowiec „Attualita” (4791 BRT), płynący z Savony do Gibraltaru ; w odległości 1 Mm na południe od latarni morskiej Capo Mele został storpedowany i zatopiony pochodzący z 1915 roku norweski parowiec „Regin” o pojemności 1845 BRT, płynący pod balastem z Genui do Almeríi (w wyniku ataku śmierć poniósł jeden marynarz) , a w odległości 1 Mm od San Remo w wyniku ataku U-Boota został sztrandowany zbudowany w 1908 roku amerykański parowiec „Suruga” (4374 BRT), płynący z Genui do Marsylii (obyło się bez strat w ludziach) . Następnego dnia na tych samych wodach okręt podwodny zaatakował dwa kolejne płynące z Genui do Gibraltaru włoskie parowce: zbudowany w 1911 roku „Stromboli” (5356 BRT), zatopiony nieopodal latarni morskiej Capo Mele (na pozycji 43°57′N 8°12′E/43,950000 8,200000) i pochodzący z 1913 roku „Monte Bianco” (6968 BRT), storpedowany i uszkodzony na pozycji 43°58′N 8°12′E/43,966667 8,200000  . 22 grudnia na południe od Livorno UB-49 storpedował i uszkodził transportujący ładunek drobnicy zbudowany w 1895 roku włoski parowiec „Piemonte” o pojemności 2395 BRT, który osiadł na mieliźnie i został później podniesiony . Nazajutrz w odległości około 20 Mm na północ od Populonii okręt zatopił płynący z Kalkuty do Genui zbudowany w 1905 roku włoski parowiec „Caboto” o pojemności 4418 BRT . 25 grudnia w Zatoce Policastro UB-49 storpedował bez ostrzeżenia i zatopił zbudowany w 1898 roku uzbrojony brytyjski parowiec „Umballa” o pojemności 5310 BRT, transportujący jęczmień z Karaczi przez Syrakuzy do Neapolu (na pozycji 39°46′N 15°39′E/39,766667 15,650000, w wyniku ataku zginęło 15 członków załogi)  .

### 1918 rok
Na początku 1918 roku niemieckie siły podwodne na Morzu Śródziemnym przeszły reorganizację, w wyniku której Flotylla Pola została podzielona na dwie części: I Flotylla w Poli (niem. I. U-Flottille Mittelmeer) i II Flotylla w Cattaro (II. U-Flottille Mittelmeer), a UB-49 znalazł się w składzie tej drugiej . W tym roku w miejsce działa kalibru 8,8 cm zamontowano działo kalibru 10,5 cm Utof C/16 L/45 (zapas pocisków wynosił od 108 do 192).
26 stycznia na zachód od Sycylii okręt zatrzymał i zatopił zbudowany w 1884 roku włoski żaglowiec „Caterina” o pojemności 22 BRT (na pozycji 37°36′N 12°18′E/37,600000 12,300000) . Dwa dni później ten sam los spotkał dwie włoskie brygantyny: zbudowaną w 1914 roku „Lysi” o pojemności 247 BRT, zatrzymaną i zatopioną na wschód od Sardynii na pozycji 40°44′N 9°50′E/40,733333 9,833333 i powstałą w 1902 roku „Elsa” (165 BRT), zatrzymaną i zatopioną na południe od Anzio (na pozycji 41°23′N 12°37′E/41,383333 12,616667)  . 29 stycznia U-Boot zatrzymał i zatopił kolejnych pięć włoskich żaglowców: zbudowaną w 1893 roku drewnianą brygantynę „Ada” o pojemności 179 BRT (na pozycji 41°20′N 12°40′E/41,333333 12,666667) , pochodzący z 1885 roku „Paolo Merica” o pojemności 127 BRT (na pozycji 41°24′N 12°34′E/41,400000 12,566667) , zbudowany w 1885 roku „Fanny” (74 BRT) , „Lavoro” (160 BRT)  i „Lucia Martini” (160 BRT; trzy ostatnie jednostki w Zatoce Genueńskiej) .
4 lutego nieopodal Genui UB-49 zaatakował i uszkodził zbudowany w 1917 roku brytyjski parowiec „General Church” o pojemności 6600 BRT, płynący pod balastem z Genui do Saint John (na jego pokładzie zginęły dwie osoby) . Trzy dni później w pobliżu Livorno U-Boot zatopił w ataku torpedowym zbudowany w 1911 roku włoski uzbrojony trawler G32 (237 BRT) . 8 lutego w odległości około 40 Mm na południe od latarni morskiej La Garoupe okręt zatrzymał i po ewakuacji załogi zatopił zbudowany w 1871 roku duński drewniany szkuner „Mette” o pojemności 118 BRT, płynący pod balastem z Genui do Ibizy .
13 marca w odległości 70 Mm na południowy zachód od Neapolu UB-49 zatrzymał i zatopił zbudowany w 1884 roku włoski drewniany kuter „S. Francesco Di Paola D.” o pojemności 26 BRT (na pozycji 39°45′N 12°38′E/39,750000 12,633333) . Tego samego dnia na pozycji 40°36′N 13°09′E/40,600000 13,150000 w wyniku ataku U-Boota uszkodzeń doznał zbudowany w 1898 roku brytyjski parowiec „Umta” o pojemności 5422 BRT, płynący z Genui przez Neapol do Aleksandrii (na pokładzie odholowanego do portu statku zginęło ośmiu marynarzy) . Następnego dnia nieopodal wyspy Ponza okręt zatopił zbudowany w 1903 roku włoski parowiec „Principessa Laetitia” o pojemności 4011 BRT, który wypłynął z Genui (nikt nie zginął) . 15 marca w odległości 60 Mm na południowy wschód od Przylądka Carbonara UB-49 storpedował bez ostrzeżenia i zatopił zbudowany w 1904 roku uzbrojony brytyjski parowiec „Clan Macdougall” o pojemności 4710 BRT, płynący pod balastem z Neapolu do Bizerty (w wyniku ataku zginęło 33 członków załogi, w tym kapitan)  . Dwa dni później w pobliżu Przylądka Figari (na pozycji 41°07′N 9°57′E/41,116667 9,950000) U-Boot zatopił w ataku torpedowym zbudowany w 1912 roku włoski parowiec pasażerski „Tripoli” o pojemności 1743 BRT, a na jego pokładzie zginęło 288 osób . 18 marca w odległości 90 Mm na wschód od Przylądka Figari (na pozycji 41°04′N 11°48′E/41,066667 11,800000) okręt zatopił z działa pokładowego zbudowany w 1916 roku francuski holownik „Utrecht” (293 BRT), a w wyniku ataku zginęło dwóch marynarzy . Następnego dnia w Zatoce Neapolitańskiej załoga UB-49 zatopiła dwa włoskie żaglowce: zbudowany w 1886 roku „San Francesco Di Paola” (70 BRT), przewożący ładunek fosforanów z Tunisu do Włoch, zatrzymany i zatopiony w odległości 70 Mm na północny zachód od Neapolu (na pozycji 40°40′N 13°48′E/40,666667 13,800000) oraz przewożący ładunek siarki pochodzący z 1902 roku drewniany bark „Giovanni Albanesi” o pojemności 497 BRT, zatrzymany i zatopiony ogniem artyleryjskim na pozycji 40°25′N 13°17′E/40,416667 13,283333  . 20 marca w Zatoce Neapolitańskiej (na pozycji 40°57′N 13°17′E/40,950000 13,283333) okręt zatrzymał i zatopił zbudowany w 1904 roku włoski kuter „Angelo Raffaele” (53 BRT), a dzień później w tym samym miejscu ten sam los spotkał przewożący ładunek siarki włoski żaglowiec „Dante C” (129 BRT)  . 25 marca na północ od Cieśniny Mesyńskiej U-Boot zatopił włoski żaglowiec „Carlo Splendor” o pojemności 105 BRT .
26 maja w odległości 88 Mm na północny zachód od Dellys UB-49 zatopił w ataku torpedowym płynący w konwoju zbudowany w 1890 roku francuski parowiec „Le Gard” o pojemności 1658 BRT, przewożący pasażerów i pocztę z Marsylii do Algieru . Nazajutrz okręt podwodny storpedował bez ostrzeżenia i zatopił zbudowany w 1898 roku uzbrojony brytyjski parowiec „Uganda” o pojemności 5431 BRT, płynący pod balastem w konwoju z Genui do Gibraltaru (obyło się bez strat w ludziach)  . Tego dnia w odległości 80 Mm na południowy wschód od wyspy Formentera U-Boot zatopił zbudowaną w 1904 roku włoską drewnianą brygantynę „Carmela” (128 BRT), płynącą pod balastem z Tarragony do Bône . 30 maja na zachód od Sardynii (na pozycji 40°48′N 8°00′E/40,800000 8,000000) UB-49 zatopił zbudowany w 1896 roku włoski parowiec „Pietro Maroncelli” o pojemności 5143 BRT, płynący w konwoju z Bahía Blanca do Genui (na pokładzie statku zginął komodor konwoju, wiceadmirał Giovanni Viglione) . Rankiem 3 czerwca na zachód od Sardynii U-Boot zatopił w ataku torpedowym nowy, zbudowany w 1918 roku duży francuski parowiec „Mecanicien Donzel” o pojemności 8277 BRT, płynący w konwoju z Karaczi przez Bizertę do Marsylii (na pozycji 40°45′N 6°59′E/40,750000 6,983333, nikt nie zginął) .
13 czerwca nowym dowódcą jednostki został por. mar. (niem. Oberleutnant zur See) Adolf Ehrensberger, dowodzący wcześniej UC-53 . 27 września w odległości 50 Mm na północny zachód od Oranu UB-49 storpedował bez ostrzeżenia i zatopił zbudowany w 1917 roku uzbrojony brytyjski parowiec „Hatasu” o pojemności 3193 BRT, transportujący bawełnę, porzeczki i cebulę z Aleksandrii do Liverpoolu (na pozycji 36°32′N 0°53′W/36,533333 -0,883333, w wyniku ataku zginęło dwóch marynarzy)  . 1 października w pobliżu Przylądka Palos okręt zatrzymał i zatopił z działa pokładowego zbudowany w 1865 roku hiszpański parowiec „Francoli” (1241 BRT), przewożący ładunek siarki z Alicante do Sfaxu (obyło się bez strat w załodze) .
W obliczu upadku Monarchii Austro-Węgierskiej między 28 października a 1 listopada UB-49 wypłynął w rejs do Niemiec. Po dopłynięciu 29 listopada do ojczyzny, w myśl postanowień rozejmu w Compiègne, UB-49 został 16 stycznia 1919 roku poddany Brytyjczykom, a w 1922 roku został złomowany w Swansea .

## Podsumowanie działalności bojowej
W latach 1917–1918 SM UB-49 odbył łącznie osiem misji bojowych, podczas których za pomocą torped, artylerii oraz ładunków wybuchowych zatopił 40 statków o łącznej pojemności 72 817 BRT, a siedem statków o łącznej pojemności 31 556 BRT zostało uszkodzonych . Na pokładach zatopionych i uszkodzonych jednostek zginęło co najmniej 377 osób, w tym 288 na włoskim statku pasażerskim „Tripoli”  . Pełne zestawienie strat przedstawia poniższa tabela :
| Data                | Nazwa                      | Państwo           | Tonaż       | Los jednostki |
| ------------------- | -------------------------- | ----------------- | ----------- | ------------- |
| 2 września 1917     | „Caracas”                  | Norwegia          | 1077        | zatopiony     |
| 4 września 1917     | „Theodora”                 | Królestwo Grecji  | 2899        | zatopiony     |
| 6 września 1917     | „Moina”                    | Francja           | 168         | zatopiony     |
| 7 września 1917     | „Brodmead”                 | Wielka Brytania   | 5646        | uszkodzony    |
| 7 września 1917     | „Casa Blanca”              | Portugalia        | 31          | zatopiony     |
| 7 września 1917     | „Clan Ferguson”            | Wielka Brytania   | 4808        | zatopiony     |
| 7 września 1917     | „Hunsbridge”               | Wielka Brytania   | 3424        | zatopiony     |
| 16 grudnia 1917     | „New York”                 | Włochy            | 442         | zatopiony     |
| 16 grudnia 1917     | „San Francesco Di Paola”   | Włochy            | 51          | zatopiony     |
| 18 grudnia 1917     | „Giuilo S”                 | Włochy            | 151         | uszkodzony    |
| 20 grudnia 1917     | „Attualita”                | Włochy            | 4791        | zatopiony     |
| 20 grudnia 1917     | „Regin”                    | Norwegia          | 1845        | zatopiony     |
| 20 grudnia 1917     | „Suruga”                   | Stany Zjednoczone | 4374        | uszkodzony    |
| 21 grudnia 1917     | „Monte Bianco”             | Włochy            | 6968        | uszkodzony    |
| 21 grudnia 1917     | „Stromboli”                | Włochy            | 5356        | zatopiony     |
| 22 grudnia 1917     | „Piemonte”                 | Włochy            | 2395        | uszkodzony    |
| 23 grudnia 1917     | „Caboto”                   | Włochy            | 4418        | zatopiony     |
| 25 grudnia 1917     | „Umballa”                  | Wielka Brytania   | 5310        | zatopiony     |
| 26 stycznia 1918    | „Caterina”                 | Włochy            | 22          | zatopiony     |
| 28 stycznia 1918    | „Elsa”                     | Włochy            | 165         | zatopiony     |
| 28 stycznia 1918    | „Lysi”                     | Włochy            | 247         | zatopiony     |
| 29 stycznia 1918    | „Ada”                      | Włochy            | 179         | zatopiony     |
| 29 stycznia 1918    | „Fanny”                    | Włochy            | 74          | zatopiony     |
| 29 stycznia 1918    | „Lavoro”                   | Włochy            | 160         | zatopiony     |
| 29 stycznia 1918    | „Lucia Martini”            | Włochy            | 160         | zatopiony     |
| 29 stycznia 1918    | „Paolo Merica”             | Włochy            | 127         | zatopiony     |
| 4 lutego 1918       | „General Church”           | Wielka Brytania   | 6600        | uszkodzony    |
| 7 lutego 1918       | G32                        | Regia Marina      | 237         | zatopiony     |
| 8 lutego 1918       | „Mette”                    | Dania             | 118         | zatopiony     |
| 13 marca 1918       | „Umta”                     | Wielka Brytania   | 5422        | uszkodzony    |
| 13 marca 1918       | „S. Francesco Di Paola D.” | Włochy            | 26          | zatopiony     |
| 14 marca 1918       | „Principessa Laetitia”     | Włochy            | 4011        | zatopiony     |
| 15 marca 1918       | „Clan Macdougall”          | Wielka Brytania   | 4710        | zatopiony     |
| 17 marca 1918       | „Tripoli”                  | Włochy            | 1743        | zatopiony     |
| 18 marca 1918       | „Utrecht”                  | Marine nationale  | 293         | zatopiony     |
| 19 marca 1918       | „San Francesco Di Paola”   | Włochy            | 70          | zatopiony     |
| 19 marca 1918       | „Giovanni Albanesi”        | Włochy            | 497         | zatopiony     |
| 20 marca 1918       | „Angelo Raffaele”          | Włochy            | 53          | zatopiony     |
| 21 marca 1918       | „Dante C”                  | Włochy            | 129         | zatopiony     |
| 25 marca 1918       | „Carlo Splendor”           | Włochy            | 105         | zatopiony     |
| 26 maja 1918        | „Le Gard”                  | Francja           | 1658        | zatopiony     |
| 27 maja 1918        | „Carmela”                  | Włochy            | 128         | zatopiony     |
| 27 maja 1918        | „Uganda”                   | Wielka Brytania   | 5431        | zatopiony     |
| 30 maja 1918        | „Pietro Maroncelli”        | Włochy            | 5143        | zatopiony     |
| 3 czerwca 1918      | „Mecanicien Donzel”        | Francja           | 8277        | zatopiony     |
| 27 września 1918    | „Hatasu”                   | Wielka Brytania   | 3193        | zatopiony     |
| 1 października 1918 | „Francoli”                 | Hiszpania         | 1241        | zatopiony     |
| RAZEM               | RAZEM                      | zatopione:        | zatopione:  | 40            |
| RAZEM               | RAZEM                      | uszkodzone:       | uszkodzone: | 7             |